# Eniopeo
Nella mitologia greca,  Eniopeo , figlio di Tebeo, era il nome di uno degli aurighi al servizio di Troia.

## Il mito
Al tempo in cui Paride figlio di Priamo re di Troia prese con sé Elena moglie di Menelao, scoppiò una guerra fra la Grecia e i troiani. Eniopeo fu il primo dei cocchieri che guidarono il carro di Ettore.
Diomede, uno fra i più valorosi guerrieri greci aiutò nel corso di una delle battaglie Nestore, suo alleato, questi infatti era braccato da Ettore. Allora cercò di colpire il troiano che schivò il colpo mentre Eniopeo venne centrato in pieno e cadde dal carro con grande dolore per il figlio di Priamo. 
Altri cocchieri ebbe Ettore dopo la morte di Eniopeo, ma nessuno durò molto tempo.

## Fonti
- Omero, Iliade libro VIII, verso 120